# Martin Baltzer
Martin Baltzer (* 10. November 1898 in Stettin; † 3. April 1971 in Beckum) war ein deutscher Marineoffizier, zuletzt Vizeadmiral im Zweiten Weltkrieg.

## Leben
Baltzer trat als Kriegsfreiwilliger und Offiziersanwärter am 4. Juli 1916 in die Kaiserliche Marine ein und kam zunächst an die Marineschule Mürwik. Vom 3. September bis 31. Oktober 1916 erfolgte seine weitere Ausbildung an Bord des Großen Kreuzers Freya, bevor er anschließend bis 10. November 1918 auf das Großlinienschiff Prinzregent Luitpold versetzt wurde. Hier hatte man ihn am 26. April 1917 zum Fähnrich zur See ernannt sowie am 18. September 1918 zum Leutnant zur See befördert. Vom 15. August bis 17. November 1917 wurde er zu einem Navigationslehrgang an der Marineschule und im Anschluss bis zum 2. Februar 1918 zu einem Torpedolehrgang auf das Torpedoschulschiff Württemberg kommandiert. Nach Kriegsende beurlaubte man Baltzer bis 30. April 1919. Bis 30. September 1919 gehörte er dann einem Reichswehrschützenregiment bzw. dem Freikorps Potsdam an.
Baltzer wurde dann in die Reichsmarine übernommen und dort zunächst bis zum 7. September 1921 bei der Küstenwehrabteilung III. bzw. IV. als Ordonnanz- und Kompanieoffizier eingesetzt. Vom 8. September bis 5. November 1921 absolvierte er einen Sportlehrgang, wurde bis 21. Dezember 1921 zur Verfügung des Chefs der Marinestation der Nordsee gestellt und bis 18. Januar 1922 abermals beurlaubt. Für einen Monat versah Baltzer Dienst auf dem Kleinen Kreuzer Hamburg, bevor er bis 24. März 1922 an die Marineschule kommandiert wurde. Als 2. Ausbildungsoffizier kam Baltzer dann bis 10. Juli 1922 auf das Schulschiff Niobe und wurde hier am 1. April 1922 zum Oberleutnant zur See befördert. Als solcher war er im Wechsel für jeweils ein Jahr als 2. Ausbildungsoffizier auf dem Kleinen Kreuzer Berlin sowie der Niobe tätig. Man versetzte Baltzer dann bis 26. September 1929 zur I. Torpedobootsflottille nach Swinemünde, setzte ihn zunächst als Wachoffizier und dann in der Folge als Kommandant der Torpedoboote T 144, T 156 und T 157 ein. Am 1. April 1929 war Baltzer Kapitänleutnant geworden. Bis zum 31. August 1933 kam er dann in die Marineleitung. Zunächst wurde er als Referent in der Marineabwehrabteilung verwendet, dann war er Adjutant von Admiral Erich Raeder, dem Chef der Marineleitung. In dieser Funktion nahm er an der denkwürdigen Zusammenkunft der höchsten Vertreter der Reichswehr sowie des OBdM Raeder am 3. Februar 1933 in Hammersteins Privat-Wohnung mit dem neuernannten Reichskanzler Adolf Hitler teil, während dieser seine mittleren und langfristigen Ziele gegenüber der Generalität erläuterte (siehe: Liebmann-Aufzeichnung). Es folgte eine weitere Verwendung als Ausbildungsoffizier, dieses Mal bis 8. Juli 1934 auf dem Leichten Kreuzer Karlsruhe. Für einen Monat war Baltzer dann als Kompanieführer an der Marineschule Mürwik tätig, um anschließend als Referent bei der Inspektion des Bildungswesens der Marine eingesetzt zu werden. In der Zwischenzeit hatte man ihn am 1. April 1935 zum Korvettenkapitän befördert. Als Kommandeur der Ausbildungs-Abteilung kam er am 27. Oktober 1936 zur 1. Zerstörerdivision und übernahm nach dessen Indienststellung am 8. April 1937 den Zerstörer Max Schultz. Ab dem 25. Oktober 1938 fungierte er als 1. Adjutant im Stab der Marinestation der Ostsee und wurde hier am 1. Januar 1939 zum Fregattenkapitän befördert.
Über den Beginn des Zweiten Weltkriegs hinaus verblieb Baltzer auf seinem Posten und wurde am 1. April 1940 Kapitän zur See. Ab 25. Mai 1942 hatte Baltzer das Kommando über den Leichten Kreuzer Köln inne. Am 12. Dezember 1942 gab Baltzer das Kommando wieder ab und wurde kurze Zeit darauf am 6. Januar 1943 Chef des Marinepersonalamtes im Oberkommando der Marine. In dieser Funktion erfolgte am 1. März 1943 seine Beförderung zum Konteradmiral sowie am 1. April 1945 zum Vizeadmiral. Nach der bedingungslosen Kapitulation der Wehrmacht beließen die Alliierten Baltzer zunächst bis 14. Juli 1945 auf seinem Posten. Er kam dann in britische Kriegsgefangenschaft, aus der er am 18. April 1947 entlassen wurde.